# Allèves
Allèves  là một xã trong tỉnh Haute-Savoie thuộc vùng Rhône-Alpes đông nam Pháp.

## Geography
The village is located above the right bank of the Chéran, which forms the commune's southern border.